# Associació d'Aerolínies Africanes
L'Associació d'Aerolínies Africanes (anglès: African Airlines Association, francès: Association Aérienne Africaine), també coneguda com a Association of African Airline Companies (francès: Association des Compagnies Aériennes Africaines) i la seva abreviatura AFRAA és una associació comercial d'aerolínies, que provenen de les nacions de la Unió Africana. Fundada a Accra, Ghana el 1968, i en l'actualitat amb seu a Nairobi, Kenya, el propòsit principal de l'AFRAA és establir i facilitar la cooperació entre companyies aèries africanes.
La formació de l'Associació d'Aerolínies Africanes va ser la conseqüència de l'evolució històrica i imperatius econòmics. En la dècada de 1960, un gran nombre d'Estats d'Àfrica va accedir a la independència i va crear les seves pròpies línies aèries nacionals. La major part d'aquestes companyies es van convertir en membres de l'Associació Internacional del Transport Aeri.
AFRAA té el seu principi conceptual en 1963, quan una sèrie de línies aèries africanes, tenint l'oportunitat proporcionada per la Reunió General Anual de la IATA va començar a celebrar reunions de consulta prèvia a les juntes generals de la IATA per a tractar assumptes d'interès per a les companyies aèries africanes i adoptar posicions comunes. Aquest va ser el primer pas cap a la creació d'AFRAA. Després d'aquest primer pas a Roma el 1963, el 1968 a Accra es va dur a terme l'establiment amb 14 membres fundadors d'una organització regional per a l'articulació de punts de vista regionals i la promoció de la cooperació.

## Membres de l'AFRAA
Qualsevol aerolínia africana que operi transport de passatgers i de càrrega o compleixi els criteris d'elegibilitat podrà sol·licitar el seu ingrés com a membre actiu o associat. La següent és una llista dels membres actuals de l'AFRAA.
| Aerolínia                       | Estat               | Any d'unió a l'AFRAA |
| ------------------------------- | ------------------- | -------------------- |
| Afriqiyah Airways               | Líbia               | 2002                 |
| Air Algérie                     | Algèria             | 1968                 |
| Air Botswana                    | Botswana            | 1991                 |
| Air Burkina                     | Burkina Faso        | 2002                 |
| Air Ivoire                      | Costa d'Ivori       | 2002-2011            |
| Air Madagascar                  | Madagascar          | 1975                 |
| Air Malawi                      | Malawi              | 1968-2013            |
| Air Mali                        | Mali                | 1968-1985            |
| Air Mauritius                   | Maurici             | 1985                 |
| Air Namibia                     | Namíbia             | 2000                 |
| Air Seychelles                  | Seychelles          | 1993                 |
| Air Tanzania                    | Tanzània            | 1977-2003            |
| Air Zimbabwe                    | Zimbabwe            | 1981                 |
| ASKY Airlines                   | Togo                | 2010                 |
| Astral Aviation                 | Kenya               | 2011                 |
| Camair-Co                       | Camerun             | 2012                 |
| Ceiba Intercontinental Airlines | Guinea Equatorial   | 2011                 |
| Congo Airways                   | R.D. del Congo      | 2015                 |
| Cronos Airlines                 | Guinea Equatorial   | 2015                 |
| ECAir                           | República del Congo | 2012                 |
| EgyptAir (SA)                   | Egipte              | 1968                 |
| Eritrean Airlines               | Eritrea             | 2011-?               |
| Ethiopian Airlines (SA)         | Etiòpia             | 1968                 |
| Interair South Africa           | Sud-àfrica          | 2001-?               |
| Kenya Airways (ST)              | Kenya               | 1977                 |
| LAM Mozambique Airlines         | Moçambic            | 1976                 |
| Libyan Airlines                 | Líbia               | 1968                 |
| Mauritania Airlines             | Mauritània          | 2015                 |
| Nile Air                        | Egipte              | 2016                 |
| Precision Air                   | Tanzània            | 2006                 |
| Punto Azul                      | Guinea Equatorial   | 2015                 |
| Royal Air Maroc                 | Marroc              | 1977                 |
| RwandAir                        | Ruanda              | 2009                 |
| Safe Air Company                | Kenya               | 2016                 |
| South African Airways (SA)      | Sud-àfrica          | 1994                 |
| South African Express           | Sud-àfrica          | 2003                 |
| Sudan Airways                   | Sudan               | 1968                 |
| Badr Airlines                   | Sudan               | 2016                 |
| Starbow Airlines                | Ghana               | 2012                 |
| TAAG Angola Airlines            | Angola              | 1978                 |
| TACV                            | Cap Verd            | 2014                 |
| Tassili Airlines                | Algèria             | 2014                 |
| Toumaï Air Tchad                | Txad                | 2007-?               |
| Tunisair                        | Tunísia             | 1968                 |